# Región Caribe (Colombia)
La región Caribe de Colombia es la región natural continental y marítima más septentrional del país. Está ubicada en la zona norte de Colombia. Limita al norte con el mar Caribe, al que debe su nombre, al Oriente con Venezuela, al sur con la región Andina y al Occidente con la región Pacífico. Sus principales centros urbanos son Barranquilla, Cartagena, Soledad, Santa Marta, Montería, Valledupar, Sincelejo, Riohacha, Aguachica y Apartadó.

## Geografía
Físicamente, la Región Caribe está compuesta por la llanura continental del Caribe y por las aguas y territorios insulares colombianos en el mar Caribe. El territorio continental tradicionalmente es conocido como costa Atlántica, y desde los años 1990, también como costa Caribe. Esta llanura está ubicada al norte de los Andes y termina en la Sierra Nevada de Santa Marta para dar paso a la península de la Guajira. La región está dominada por el delta del río Magdalena y posee un litoral no muy accidentado desde el golfo de Urabá en dirección Suroccidente - Nororiente hasta el golfo de Coquibacoa. Sin embargo, en ella se encuentran las mayores alturas del territorio colombiano en la Sierra Nevada de Santa Marta (picos Colón y Bolívar). Aunque el Caribe Colombiano es predominantemente plano, se caracteriza por su variedad ecológica, cuyos ecosistemas van desde el bosque seco de La Guajira hasta la selva húmeda de la región del golfo de Urabá. La región es flanqueada por la cordillera oriental, más exactamente por la serranía de Perijá, la cual sirve de límite natural con Venezuela. 

### Subregiones naturales
Las subregiones de la región Caribe son las siguientes:
- Península de La Guajira.
- Valles del alto Cesar y del Ranchería
- Sierra Nevada de Santa Marta.
- Delta del río Magdalena.
- Montes de María.
- La Sabana (ubicado entre Córdoba, Sucre y parte de Bolívar)
- Valles aluviales de los ríos Sinú y alto San Jorge.
- Depresión Momposina.
- La Mojana
- Golfo de Urabá.
- Aguas territoriales en el mar Caribe.

### Fauna y flora
Debido a la diversidad del clima de la región, es muy grande la variedad de especies animales y vegetales que en ella se encuentran. Muchas de estas especies se encuentran en vía de extinción (como los manatíes y la guartinaja). Entre los animales más predominantes se encuentran los tigrillos, el mono tití, la guacamaya, los tiburones y varias especies de serpientes. Cabe destacar que también en los ríos se encuentran especies como el bocachico y el caimán. En los mares y, en especial, en las islas del Rosario, cerca de Cartagena de Indias, se encuentran grandes arrecifes de coral.
La flora de la región es muy exótica, existen especies únicas como el manglar que en la región se encuentra en grandes cantidades. En los páramos de la Sierra Nevada se encuentran también frailejones; la sierra posee mucha variedad de climas, desde el clima cálido hasta un clima templado, no muy lejos de la playa.

### Parques naturales[5]

Parques nacionales naturales del Caribe colombiano.

- Parque nacional natural Bahía Portete - Kaurrele
- Parque nacional natural Corales de Profundidad
- Parque nacional natural Corales del Rosario y de San Bernardo
- Parque nacional natural Macuira
- Parque nacional natural Old Providence McBean Lagoon
- Parque nacional natural Paramillo
- Parque nacional natural Sierra Nevada de Santa Marta
- Parque nacional natural Tayrona
- Reserva natural Cordillera Beata
- Santuario de fauna y flora Acandí, Playón y Playona
- Santuario de fauna y flora Ciénaga Grande de Santa Marta
- Santuario de fauna y flora El Corchal "El Mono Hernández"
- Santuario de fauna y flora Los Colorados
- Santuario de fauna y flora Los Flamencos
- Vía parque Isla de Salamanca

### Hidrografía
Ríos
Los principales ríos de la región Caribe son:
Magdalena, el Cauca, el Sinú, el San Jorge, el Cesar, el Atrato y el Ranchería.
Lagunas y ciénagas
En la región Caribe también existen superficies de agua dulce de gran extensión. Entre ellas, cabe mencionar la más importante: la ciénaga Grande de Santa Marta.
Entre las ciénagas más importantes están:
- Ciénaga de Zapatosa, en el curso del río Cesar
- Ciénaga de Ayapel, en el curso del río San Jorge.
- Ciénaga de Betancí, en Córdoba, en la parte alta del río Sinú.
- Ciénaga Grande del Bajo Sinú, al norte de Córdoba, en el curso del rio Sinú.
- Ciénaga embalse del Guájaro, en la zona del canal del Dique, departamento del Atlántico.
- Ciénaga de Zapayán, en curso bajo del río Magdalena en el departamento del Magdalena.

## Gobierno
Desde hace más de 20 años líderes políticos y empresariales del Caribe Colombiano buscaban una alternativa legal para crear un modelo de integración regional que otorgue autonomía en la aplicación de recursos de los fondos territoriales y desarrollos de la región. El gobernador del Atlántico, Eduardo Verano de la Rosa, gestionó una iniciativa denominada RAP Caribe (Región Administrativa y de Planificación del Caribe), que pretende asociar a los departamentos del Atlántico, Bolívar, Cesar, Córdoba, Magdalena, La Guajira y Sucre, para obtener la autonomía del Caribe Colombiano. La iniciativa fue firmada el 19 de octubre del 2017.
De acuerdo con el artículo 30 de la Ley Orgánica de Ordenamiento Territorial 1454 de 2011, las RAP son “las entidades conformadas por dos o más departamentos, con personería jurídica, autonomía financiera y patrimonio propio, cuya finalidad está orientada al desarrollo regional, la inversión y la competitividad”. A través del proyecto se pretende que las regiones tengan la autonomía y las facultades administrativas para tomar determinaciones, según sus necesidades.

### División política

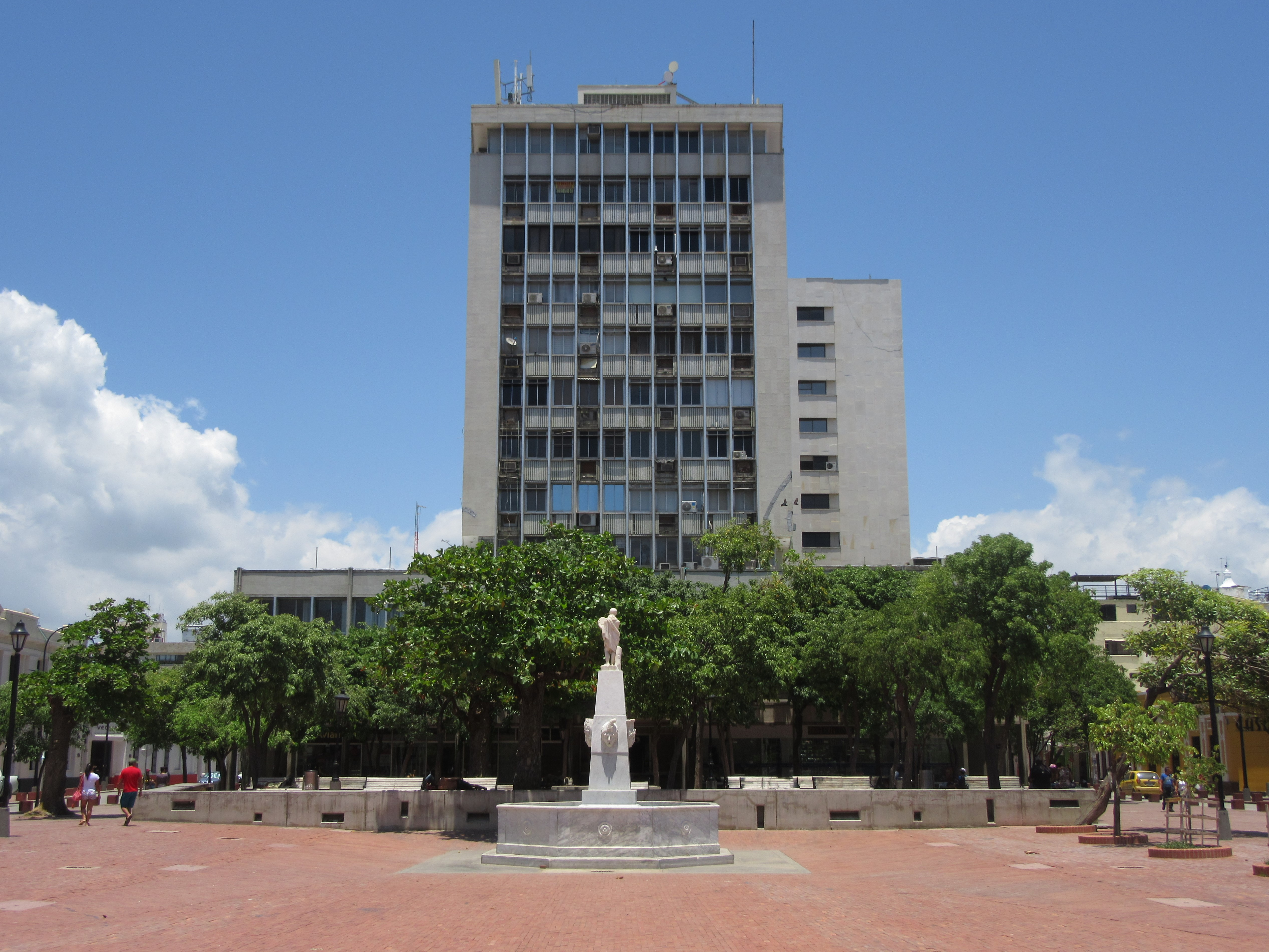
Parque de Bolívar, en el centro histórico de Santa Marta.

Está conformada por los siguientes departamentos:
| # | Departamento           | Población 2018 | Capital             |  |
| - | ---------------------- | -------------- | ------------------- |  |
| 1 | Atlántico              | 2 517 897      | Barranquilla        |  |
| 2 | Bolívar                | 2 146 696      | Cartagena de Indias |  |
| 3 | Córdoba                | 1 762 530      | Montería            |  |
| 4 | Magdalena              | 1 285 384      | Santa Marta         |  |
| 5 | Cesar                  | 1 053 475      | Valledupar          |  |
| 6 | La Guajira             | 1 012 926      | Riohacha            |  |
| 7 | Sucre                  | 868 438        | Sincelejo           |  |
| 8 | Antioquia (Urabá)      | 509 409        | Apartadó            |  |
| 9 | Antioquia (Bajo Cauca) | 260 681        | Caucasia            |  |
|   | Región Caribe          | 11 156 755     |                     |  |

Al igual que el resto de Colombia, en la Región Caribe existe una bien articulada red de ciudades, dos de las cuales figuran entre las seis principales del país; Barranquilla, la más extensa y poblada del Caribe colombiano y cuarta del país, con un número de habitantes de aproximadamente 1 769 339 en su área metropolitana que incluye al municipio de Soledad (683 486 hab.); y Cartagena con 892 545 habitantes aproximadamente, constituyen importantes centros urbanos con una industria desarrollada y con infraestructura de transporte, comunicaciones y comercio de primer orden; estas son seguidas por las ciudades de, Santa Marta, destacada por sus facilidades portuarias, universitarias, deportivas, turísticas, científicas, culturales e industriales, con una población cercana a los 400 mil habitantes; Montería y Valledupar, de tamaño y población similares, alrededor de los 350 000 habitantes, constituyen importantes centros agroindustriales, ganaderos y culturales, encontrándose ambas ciudades en la actualidad en un período de expansión económica y demográfica con las tasas de crecimiento demográfico más altas de la región; Sincelejo y Riohacha ambas también con poblaciones similares a los 200.000 hab. Aguachica y Apartadó complementan la red de ciudades primarias. El resto del sistema urbano está conformado por poblaciones ribereñas y otras de vocación agropecuaria dispersas por la región como Caucasia, Magangué, El Carmen de Bolívar, Maicao, El Banco y Santa Cruz de Lorica.

## Demografía

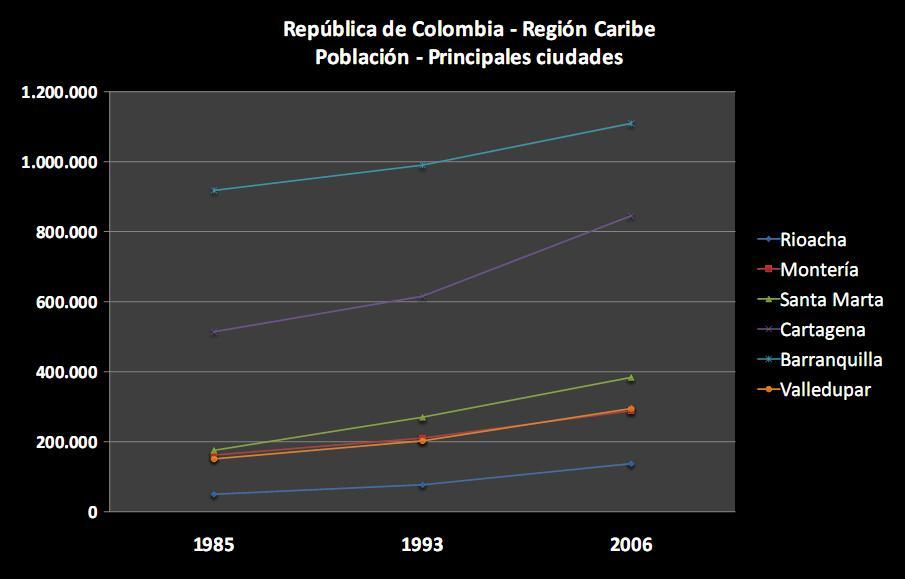
Población de las principales ciudades del Caribe Colombiano.

Los habitantes del Caribe colombiano son el resultado de la mezcla racial y cultural de los pueblos aborígenes que desde tiempos milenarios habitan la región, con los individuos blancos de nacionalidad española que llegaron al Caribe colombiano en 1499, quienes a su vez introdujeron en América a individuos de raza negra de diversas tribus africanas en calidad de esclavos.
Sumado a lo anterior, en el último tercio del siglo XIX inmigrantes de Palestina, Líbano, Siria y Jordania (mayoritariamente cristianos), y en menor medida estadounidenses, neerlandeses del Caribe, italianos, franceses, alemanes, ingleses, cubanos, venezolanos y judíos (sefardíes y asquenacíes) llegaron al país por los puertos de Puerto Colombia, Santa Marta, Cartagena de Indias y Riohacha. Desde esa época también ha sido importante la inmigración de gentes del interior de Colombia, especialmente de los departamentos de Santander y Antioquia, situación que se mantuvo durante todo el siglo XX y se acentuó en la primera década del XXI.
El grupo étnico predominante en esta región es el pardo, mezcla de los grupos indígenas que habitaban la región, la población blanca principalmente de origen español y los negros traídos como esclavos. Hay ciertos núcleos con mucha población indígena, por ejemplo los wayúu en la Guajira. Actualmente sobreviven unas pocas tribus y la mayoría se dedican a la cría de ganado caprino. En la Sierra Nevada sobreviven grupos como los ika (arwacos), koguis y arsarios.
En algunas localidades el porcentaje de personas de raza negra es más significativo, como en Cartagena de Indias o San Basilio de Palenque.
Cabe destacar el carácter cosmopolita y multicultural de Barranquilla, ciudad que cuenta con la presencia de grupos de inmigrantes de Oriente Próximo (sirios, libaneses, palestinos y jordanos), judíos, alemanes, italianos, franceses, norteamericanos, ingleses y asiáticos del Lejano Oriente.
La mayoría de la población se ubica en las principales ciudades: Barranquilla, Cartagena, Soledad, Santa Marta, Montería, Riohacha, Valledupar y Sincelejo.
Aunque el departamento del Cesar no posee litoral sobre el mar Caribe, los de allí oriundos son considerados costeños por su idiosincrasia y ya que el departamento se encuentra en la Llanura del Caribe. Los habitantes oriundos de la zona del Urabá antioqueño también son considerados costeños. Asimismo, gentes que habitan en poblaciones hasta a 300 km del mar son consideradas costeñas en virtud de su idiosincrasia, por ejemplo, los habitantes de Caucasia y Barrancabermeja. Igualmente son costeños los individuos que viven a más de 100 m s. n. m. (los Montes de María alcanzan los 1 000 m s. n. m.), e incluso a los habitantes de la Sierra Nevada de Santa Marta, que sobrepasa los 5 000 m s. n. m.

### Dialecto y lenguas
No se puede hablar de un solo dialecto en la región, pues se presentan marcadas diferencias subregionales. Los rasgos distintivos generales del español hablado en la región, el cual forma parte del español caribeño, son:
- La aspiración de la /s/ antes de consonante y su pérdida al final de palabra.
- La pérdida de la /r/ final (como en los infinitivos).
- La aspiración de j, ge y gi: /h/.
- La caída de la /d/ intervocálica (como en los participios).

Fonéticamente, los subdialectos de la región se pueden dividir entre los que presentan la característica conocida como "golpear", que consiste en geminar las consonantes posteriores a l y r: golpear /gop.pear/, cargar /kag.gar/, caldero /kad.dero/, calzado /kas.saðo/. Esta característica está presente en las sabanas de Bolívar, Sucre y Córdoba y mitad meridional de los departamentos del Atlántico (a partir de Sabanalarga), y ausente en La Guajira, Cesar, Magdalena y norte del Atlántico. 
Se presenta voseo verbal en los departamentos de La Guajira y el Cesar.

## Economía
En el Atlántico se destacan las actividades industriales, comerciales, financieras y de transporte. En Bolívar es importante la actividad industrial, portuaria, agrícola, ganadera, minera y el turismo. Vale la pena destacar la explotación de minerales como el carbón de El Cerrejón y Ferroníquel en Cerromatoso en Montelíbano, al igual que el gas natural. Tiene lugar igualmente la explotación de sal en Manaure y Galerazamba. Los principales cultivos de la región son el plátano, el algodón, el banano, el arroz, el café, el cacao, la yuca, palma de aceite africana y las frutas.
También es muy importante la ganadería vacuna que se desarrolla en las llanuras de la región sabanera, repartida entre los departamentos de Córdoba, Magdalena, Bolívar, Sucre, Atlántico y Cesar, de la que se deriva una importantísima industria láctea (queso costeño), cárnica y del cuero. En la Guajira se desarrolla la crianza de ganado caprino.

## Cultura

### Música folclórica
El ritmo y danza más importante es la cumbia, que conjuga melodías indígenas y ritmos africanos, y que desde la década de 1940 se extendió a toda América Latina siendo adaptada en múltiples mezclas regionales. 
El porro es otro importante aire musical de la región, especialmente de las sábanas de Córdoba, Sucre y Bolívar. Tiene dos variedades: el porro tapao o puya y el porro palitiao o gaita.
El vallenato es el género musical más conocido de Colombia desde los años 90 gracias a la fusión con otros ritmos e instrumentos musicales del cantante Carlos Vives, dando a conocer el vallenato en el mundo. Los exponentes más importantes han sido Alejandro Durán, Rafael Escalona, Nicolás Mendoza, Alfredo Gutiérrez, Luis Enrique Martínez, Emiliano Zuleta, Diomedes Díaz, Jorge Oñate, Los Hermanos Zuleta, Calixto Ochoa y El Binomio de Oro, entre otros. 
Tradicionales también son el mapalé, baile africano, el fandango, el garabato, el bullerengue, el chandé, el berroche, la guacherna, la tambora, la maestranza, las gaitas, las pilanderas, la puya, el jalao, el paseo sabanero, el merengue, el merecumbé. 
Entre los exponentes más conocidos de los distintos aires costeños están Lucho Bermúdez, Los Corraleros de Majagual, Joe Arroyo, Pacho Galán, Los Gaiteros de San Jacinto, Nelson Pinedo, Totó la Momposina, Petrona Martínez, José Barros, Rufo Garrido, Pedro Laza y sus Pelayeros, Francisco Zumaqué, Mario Gareña,  Antonio María Peñaloza, entre otros.
Popular también es la champeta, adaptación criolla de músicas africanas, típica de Cartagena de Indias.

### Gastronomía

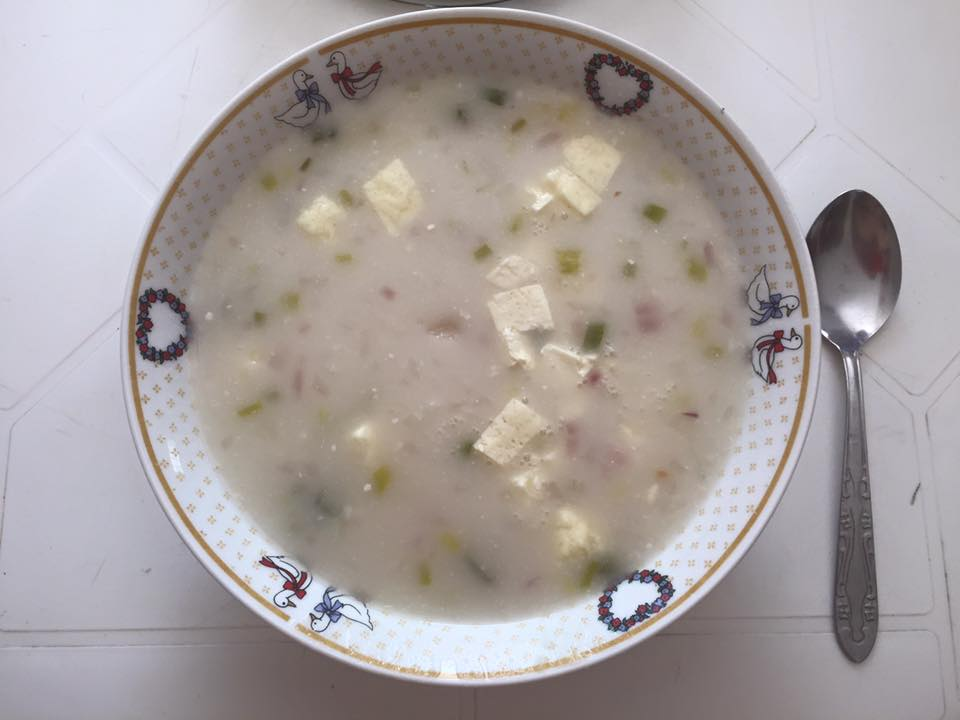
Mote de queso, una de las insignias gastronómicas de la Costa Atlántica.

Se pueden degustar multitud de platos como sancochos de sábalo, de bocachico, trifásico, de guandú, de gallina, de costilla, de rabo, de mondongo, de fríjoles (cabecita negra, zaragoza), mote de queso, rundown; pescados como la mojarra, el bocachico, el sábalo, el lebranche, el pargo, la sierra, el chivo; mariscos como el camarón, langosta, langostinos, ostras, chipichipi; la carne en posta, guisada, asada, puyada; el chicharrón; animales de monte en distintas preparaciones como el chivo, carnero, icotea, ñeque, guartinaja, pisingo, armadillo, tortuga, tapir, venado, saíno;el ñame; la butifarra; todo tipo de arepas, entre las que sobresale la arepa de huevo; la carimañola; las empanadas, entre las que sobresale la empanada con huevo cartagenera; el chuzo desgranado, los pasteles de masa o tamales y el pastel (de arroz); el patacón; los buñuelos de frijol cabecita negra, los bollos de maíz, de angelito, de yuca y de plátano; los diabolines, las almojábanas, los queques, el quibbe, la tajada de plátano maduro frita, el queso costeño, el suero atollabuey. Entre las bebidas, refrescos de frutas frescas como anón, corozo, guanábana, mango, marañón, tamarindo, guayaba, zapote, níspero, el boli, el agua de panela con limón, el agua de arroz, el agua de maíz, entre otros. Arroces de coco, de lisa, de pollo, de fríjol cabecita negra, arroz blanco, de fideos, de chipichipi y el cucayo. Dulces como la alegría, el caballito, el enyucado, las cocadas, de icacos, de batata, la arropilla. Los rasguñaos (dulces a base de frutas y legumbres) son consumidos en mayor cantidad en la Semana Santa, especialmente en el Atlántico.

### Mitos y leyendas
Entre las leyendas más sobresalientes se encuentran La Llorona, el Hombre Caimán, la Patasola, la Sirena en Valledupar y la de Francisco el Hombre.

### Artesanías

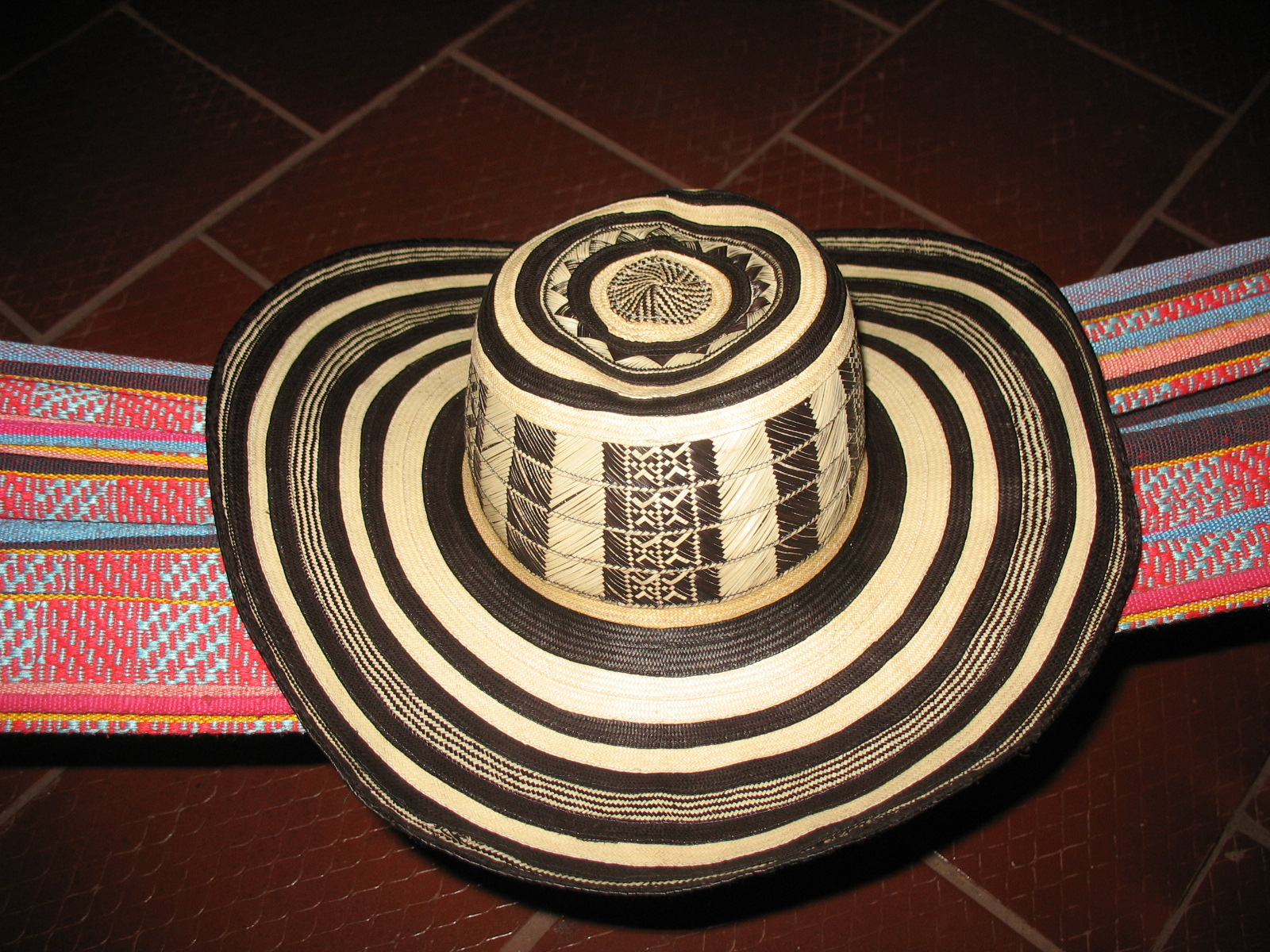
Sombrero vueltiao, símbolo de la Costa y de Colombia.
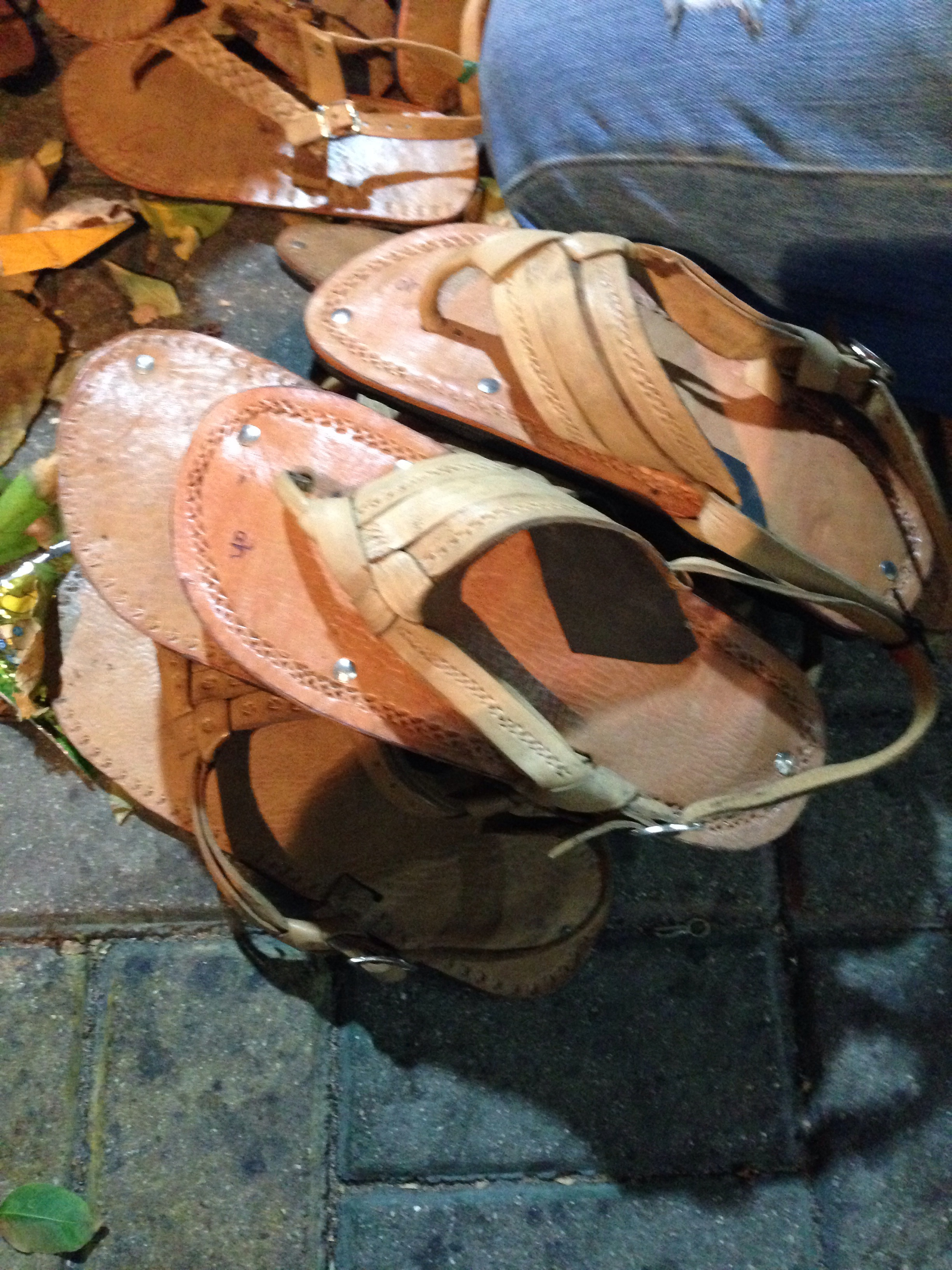
Abarcas.
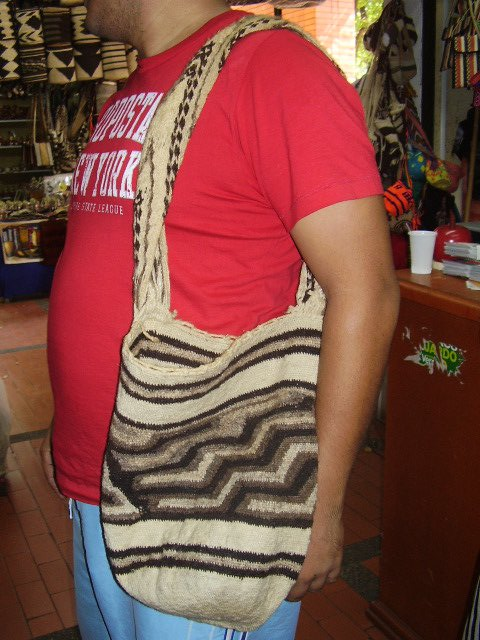
Mochila arhuaca.

Sobresalen el sombrero vueltiao, declarado Símbolo de Colombia por el Congreso Nacional, la mochila arhuaca, las hamacas de San Jacinto, las abarcas tres puntá y las prendas wayú.

### Celebraciones
Entre las celebraciones populares más importantes están:
| Departamento         | Celebraciones                                                   | Municipio                                             | Fechas de Realización                                 | Reconocimientos                                                                         |
| -------------------- | --------------------------------------------------------------- | ----------------------------------------------------- | ----------------------------------------------------- | --------------------------------------------------------------------------------------- |
| Atlántico            | Carnaval de Barranquilla                                        | Barranquilla                                          |                                                       | Patrimonio cultural, Oral e Inmaterial de la humanidad declarada por la Unesco en 2003. |
| Atlántico            | Batalla de Flores de Santo Tomás - Santoto                      | Santo Tomás                                           | Se realizar el sábado anterior al sábado de carnaval. |                                                                                         |
| Atlántico            | Festival Son de Negros                                          | Santa Lucía                                           |                                                       |                                                                                         |
| Bolívar              | Fiestas del 11 de noviembre                                     | Cartagena de Indias                                   |                                                       |                                                                                         |
| Bolívar              | Concurso Nacional de Belleza                                    | Cartagena de Indias                                   |                                                       |                                                                                         |
| Bolívar              | Mompox Jazz Festival                                            | Santa Cruz de Mompox                                  |                                                       |                                                                                         |
| Bolívar              | Semana Santa en Mompox                                          | Santa Cruz de Mompox                                  |                                                       | Patrimonio Histórico y Cultural de la Humanidad por la Unesco en 1995                   |
| Bolívar              | Festival Autóctono de Gaitas                                    | San Jacinto                                           |                                                       |                                                                                         |
| Bolívar              | Festival de Tambores y Expresiones Culturales de Palenque       | San Basilio de Palenque (Mahates)                     |                                                       |                                                                                         |
| Bolívar              | Festival Multicultural de la Tambora                            | Itinerante entre los municipios de la Subregión Loba  |                                                       |                                                                                         |
| Bolívar              | Fiestas de la Virgen de la Candelaria                           | Magangué                                              | festejadas el 2 de febrero                            |                                                                                         |
| Bolívar              | Festival Nacional del Ñame                                      | San Cayetano                                          |                                                       |                                                                                         |
| Bolívar              | Festival Multicultural de los Montes de María - Festimaría      | El Carmen de Bolívar. Aunque en ocasiones itinerante. |                                                       |                                                                                         |
| Bolívar              | Fiestas patronales de la virgen del Carmen                      | El Carmen de Bolívar                                  | del 7 al 17 de julio                                  |                                                                                         |
| Bolívar              | Festival Internacional de Cine de Cartagena de Indias - FICCI   | Cartagena de Indias                                   |                                                       |                                                                                         |
| Cesar                | Festival de la Leyenda Vallenata                                | Valledupar                                            |                                                       | Patrimonio Cultural de la Nación en 2002.                                               |
| Cesar                | Festival de Música Vallenata en Guitarras                       | Agustín Codazzi                                       |                                                       |                                                                                         |
| Cesar                | Festival Tierra de Compositores                                 | Badillo (Valledupar)                                  | del 23 al 25 de diciembre.                            |                                                                                         |
| Cesar                | Festival Nacional de la Tambora y la Guacherna                  | Tamalameque                                           | del 15 al 17 de diciembre                             | Patrimonio Cultural de la Nación en 2022                                                |
| Córdoba              | Feria de la Ganadería                                           | Montería                                              |                                                       |                                                                                         |
| Córdoba              | Festival Nacional del Burro                                     | San Antero                                            |                                                       |                                                                                         |
| Córdoba              | Festival de Acordeoneros y Compositores                         | Chinú                                                 |                                                       |                                                                                         |
| Córdoba              | Festival Nacional de Cultura                                    | Sahagún                                               |                                                       |                                                                                         |
| Córdoba              | Festival Nacional del Porro                                     | San Pelayo                                            |                                                       |                                                                                         |
| La Guajira           | Festival Cuna de Acordeones                                     | Villanueva                                            |                                                       |                                                                                         |
| La Guajira           | Festival Nacional de Compositores                               | San Juan del Cesar                                    |                                                       |                                                                                         |
| La Guajira           | Festival de la Cultura Wayúu                                    | Uribia                                                |                                                       |                                                                                         |
| La Guajira           | Festival Intercultural Vallenato de la Frontera                 | Maicao                                                |                                                       |                                                                                         |
| La Guajira           | Festival Francisco El Hombre                                    | Riohacha                                              |                                                       |                                                                                         |
| La Guajira           | Festival y Reinado Nacional del Dividivi                        | Riohacha                                              |                                                       |                                                                                         |
| Magdalena            | Fiestas del Mar                                                 | Santa Marta                                           | 29 de julio                                           |                                                                                         |
| Magdalena            | Festival Internacional de Teatro del Caribe                     | Santa Marta                                           | del 1 al 8 de septiembre                              |                                                                                         |
| Magdalena            | Festival Nacional de la Cumbia                                  | El Banco                                              |                                                       |                                                                                         |
| Magdalena            | Fiestas del Caimán Cienaguero                                   | Ciénaga                                               |                                                       |                                                                                         |
| Magdalena            | Festival Nacional del Son"Tigre de la Montaña"                  | El Difícil (Ariguaní)                                 |                                                       | Patrimonio Cultural Inmaterial de la Nación en 2018                                     |
| Magdalena            | Festival del Hombre Caimán                                      | Plato                                                 |                                                       |                                                                                         |
| Magdalena            | Festival Regional de Chandé                                     | San Sebastián de Buenavista                           |                                                       |                                                                                         |
| Sucre                | Festival Nacional de Gaitas                                     | Ovejas                                                |                                                       |                                                                                         |
| Sucre                | Fiestas del 20 de enero                                         | Sincelejo                                             |                                                       | Patrimonio Cultural de la Nación en 2009                                                |
| Sucre                | Festival Folclórico de la Algarroba - Concurso de Cuadros Vivos | Galeras                                               |                                                       |                                                                                         |
| Sucre                | Festival Nacional del Pito Atravesado                           | Morroa                                                |                                                       |                                                                                         |
| Sucre                | Concurso Maja Colombia – Maja mundial                           | Corozal                                               |                                                       |                                                                                         |
| Varios departamentos | Festival Nacional del Bullerengue                               | Puerto Escondido/Marialabaja/Necoclí                  |                                                       |                                                                                         |